# Kazimierzów (gmina Wierzbno)

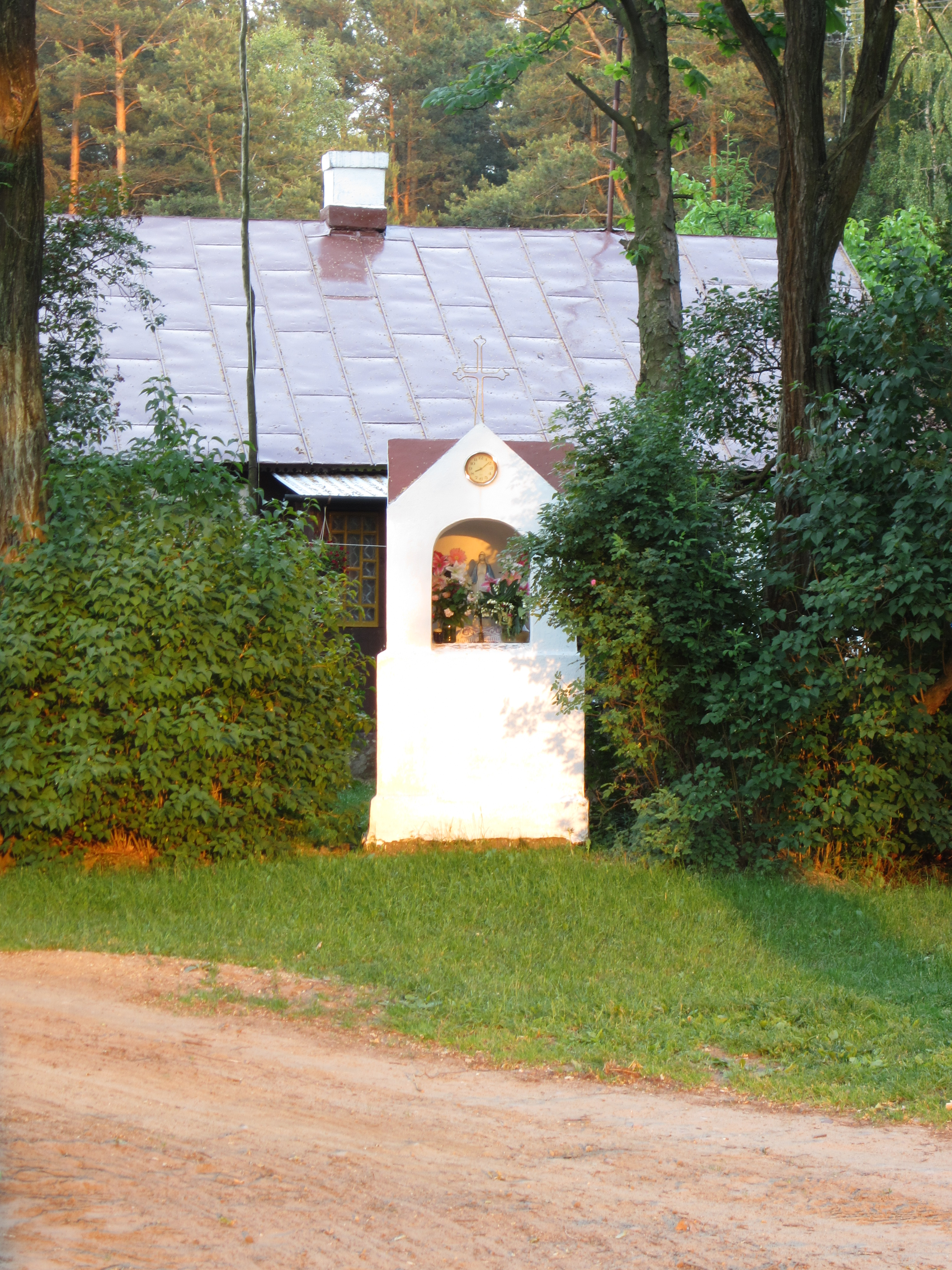
Kapliczka w Kazimierzowie

Kazimierzów – wieś w Polsce położona w województwie mazowieckim, w powiecie węgrowskim, w gminie Wierzbno. Ma status sołectwa.
W latach 1975–1998 miejscowość należała administracyjnie do województwa siedleckiego.
Według danych z 2011 roku miejscowość zamieszkiwało 40 osób.
Wierni kościoła rzymskokatolickiego należą do parafii św. Bartłomieja Apostoła w Grębkowie.